# Alberto Rizzati
Alberto Rizzati (Ferrara, 19 aprile 1945) è un ex calciatore italiano, di ruolo attaccante.

## Carriera
Dopo aver esordito in prima squadra con il Rovereto in Serie D, viene notato dal Verona, che lo acquista nell'estate del 1966. Tuttavia con gli scaligeri non trova spazio, ritornando al Rovereto, con cui ottiene la promozione in Serie C.
Passa quindi alla Reggiana con cui vince un campionato di Serie C ed esordisce tra i cadetti. Nella stagione 1972-1973 si trasferisce a Parma, vincendo un altro campionato di Serie C e distinguendosi in quello successivo di Serie B, nel quale si laurea vice-cannoniere della categoria (alle spalle di Egidio Calloni)  con 14 reti.
Per l'annata 1974-1975 viene acquistato dall'Atalanta, della quale risulta il miglior marcatore stagionale (8 centri). Nella campagna acquisti autunnale del 1975 torna al Parma, riconfermandosi in doppia cifra e diventando un vero idolo per la tifoseria ducale. Conclude la carriera tra le file Audace in Serie C.
Chiude la carriera con 100 presenze e 29 reti in Serie B.

## Palmarès

### Club

#### Competizioni nazionali
- Campionato italiano Serie C: 2

Reggiana: 1970-1971 (girone A)
Parma: 1972-1973 (girone A)
- Campionato italiano Serie D: 1

Rovereto: 1968-1969 (girone C)